# Scottish Open 1938
Die Scottish Open 1938 waren die 26. Austragung dieser internationalen Meisterschaften von Schottland im Badminton. Sie fanden Anfang des Jahres in Glasgow statt.

## Finalresultate
| Disziplin    | Sieger                    | Finalist                     | Ergebnis          |
| ------------ | ------------------------- | ---------------------------- | ----------------- |
| Herreneinzel | Thomas Boyle              | R. McCoig                    | 15–7, 15–4        |
| Dameneinzel  | Betty Uber                | Daphne Young                 | 7–11, 12–11, 11–3 |
| Herrendoppel | Thomas Boyle James Rankin | Ian Maconachie T. Orr        | 15–9, 15–11       |
| Damendoppel  | Olive Wilson Betty Uber   | Elizabeth Anderson J. Holmes | 15–5, 15–4        |
| Mixed        | Ian Maconachie Betty Uber | Thomas Boyle Olive Wilson    | 15–8, 15–3        |